# Easthampstead
Easthampstead är en stadsdel i Bracknell i kommunen Bracknell Forest i grevskapet Berkshire i England. Easthampstead var en civil parish fram till 1984 när blev den en del av Binfield, Bracknell, Crowthorne och Winkfield. Civil parish hade 209 invånare år 1971. Byn nämndes i Domedagsboken (Domesday Book) år 1086, och kallades då Lachenestede.